# Тадеуш Кухар
Тадеуш Кухар (пол. Tadeusz Kuchar, нар. 13 квітня 1891, Краків — пом. 5 квітня 1966, Варшава, Польща) — польський спортсмен і футбольний тренер.

## Із біографії
Народився 13 квітня 1891 у сім'ї Людвіка Кухара — власника мережі кінотеатрів у Львові й Кракові, мецената спортивного товариства «Погонь». Всі шість синів родини Кухарів були спортсменами. Найбільш відомий із братів, Вацлав Кухар — учасник футбольного турніру на Олімпійських іграх 1924 у Парижі.
Тадеуш Кухар навчався в Львівському технічному університеті. Отримав диплом інженера. Виступав у півзахисті футбольної команди «Погонь». Найбільших успіхів досяг у легкій атлетиці (біг на довгі дистанції). Рекордсмен Польщі на дистанції 5000 м — 16.42.1 хвилин (1912 рік). Брав участь у змаганнях з лижного спорту, плавання і ковзанярського спорту.
Один із засновників НОК Польщі. Перший президент федерації легкої атлетики Польщі (1919–1921). Під його керівництвом збірна Польщі з футболу провела п'ять матчів у 1923 році. 19 липня 1925, у Кракові, польські футболісти поступилися збірній Угорщини (0:2). У цьому поєдинку брали участь дев'ять гравців львівської «Погоні» (Еміль Герліц, Владислав Олеарчик, Броніслав Фіхтель, Кароль Ганке, Юзеф Слонецький, Мечислав Бач, Вацлав Кухар, Юзеф Гарбень і Людвік Шабакевич) та два представники краківської «Вісли». У 1928 році знову повернувся на посаду головного тренера національної збірної, але всього на один поєдинок. Був директором головного комітету фізичної культури (1936–1939, 1946–1950). З 29 червня 1945 по 16 лютого 1946 — голова Польського футбольного союзу. З 1960 року очолював департамент спортивного будівництва.
Помер 5 квітня 1966 року, на 75-му році життя, у Варшаві.

## Статистика
Статистика тренера збірної Польщі:
| № | Дата            | Місто     | Господарі | Рахунок | Гості     | Голи                                                       |
| - | --------------- | --------- | --------- | ------- | --------- | ---------------------------------------------------------- |
| 1 | 3 червня 1923   | Краків    | Польща    | 1 : 2   | Югославія | Калужа — Першка, Зиная                                     |
| 2 | 2 вересня 1923  | Львів     | Польща    | 1 : 1   | Румунія   | В.Кухар — Гуга                                             |
| 3 | 23 вересня 1923 | Гельсінкі | Фінляндія | 5 : 3   | Польща    | Еклеф (2), Фальстрем (2), Лінна — Сталіньський (2), Мюллер |
| 4 | 25 вересня 1923 | Таллінн   | Естонія   | 1 : 4   | Польща    | Йолл — Ковальський (2), Бач, Сталіньський                  |
| 5 | 2 вересня 1923  | Краків    | Польща    | 2 : 2   | Швеція    | Сталіньський (2) — Даль, Хельгессон                        |
| 6 | 19 липня 1925   | Краків    | Польща    | 0 : 2   | Угорщина  | Вінклер, Хольцбауер                                        |
| 7 | 10 червня 1928  | Варшава   | Польща    | 3 : 3   | США       | В.Кухар (2), Штоєрман — Раян, Голлахер, О'Карролл          |